# フィリップ・リバース
フィリップ・マイケル・リバース（Philip Michael Rivers、1981年12月8日 - ）は、アメリカ合衆国アラバマ州ディケーター出身の元アメリカンフットボール選手。現役時代のポジションはクォーターバック（QB）。これまでにプロボウルに8回選出されている。2006年9月1日の試合から連続先発出場をしており、NFLのクォーターバック連続先発出場記録ではブレット・ファーヴに次ぐ歴代2位の記録となっている。

## 経歴

### プロ入り前
アラバマ州ディケーターで生まれた。父・スティーブは地元の高校のフットボールチームのヘッドコーチで、母・ジョアンは教師であった。その後、アセンズへ転居。当時、ミネソタ・バイキングスでプレーしている自画像を描き、スポーツ・イラストレイテッドで紹介されたことがある。少年時代からつけている背番号17は、父が高校時代につけていたものと同じである。
ノースカロライナ州立大学でプレーした後、2004年のNFLドラフト1巡全体4位でニューヨーク・ジャイアンツに指名されたが、全体1位でサンディエゴ・チャージャーズに指名されたイーライ・マニングとトレードされた。彼とチームの契約交渉はなかなか進まず、4週間のトレーニングキャンプと、2週間のプレシーズンゲームを欠場し、8月23日に、1425万ドルのサインボーナスを含む6年4050万ドルの契約を結んだ。

### チャージャーズ時代
プロ入りして最初の2シーズンは、ドリュー・ブリーズの控えQBを務めた。2004年は、ブリーズがカムバック賞に選ばれる活躍で、ブリーズ、ダグ・フルーティに次ぐ第3QBであった。2試合のみの出場で、チームがAFC西地区優勝を果たした後の最終週のカンザスシティ・チーフス戦の後半に初めてパスを投げた。
2005年、フルーティが解雇されて、第2QBに昇格した。最終週のデンバー・ブロンコス戦でブリーズが右肩を負傷したため、交代出場、パス22回中12回成功、1インターセプト、2ファンブルを喫し、チームは7-23で敗れた。シーズン終了後、ブリーズはフリーエージェントとなり、ニューオーリンズ・セインツと契約を結んだ。
2006年より先発QBを務めた。この年、彼はパス成功率62％、3388ヤード、22TD、9INTの好成績をおさめた。チームは14勝2敗でプレーオフのホームフィールドアドバンテージを獲得したが、プレーオフ初戦のディビジョナルプレーオフでニューイングランド・ペイトリオッツに21-24で敗れ、マーティ・ショッテンハイマーヘッドコーチは解任され、ノーブ・ターナーが後任のヘッドコーチとなった。
2007年には開幕4試合で1勝3敗となったが、11勝5敗で2年連続AFC西地区優勝を果たした。プレーオフでテネシー・タイタンズ、インディアナポリス・コルツを破り、チームに1994年以来となるプレーオフ勝利をもたらし、チームはAFCチャンピオンシップゲームに進出したが、レギュラーシーズンを無敗で終えた、ニューイングランド・ペイトリオッツに敗れてスーパーボウル出場は果たせなかった。
2008年、NFLトップの35TDパス、QBレイティング105.5の成績を残した。プレーオフではインディアナポリス・コルツを破った後、ピッツバーグ・スティーラーズとのディビジョナルプレーオフでは300ヤード以上を投げて、3タッチダウンパスをあげたが、QBサック4回、1インターセプトを喫し、24-35で敗れた。
2009年8月、6年9200万ドルの契約延長を果たした。この年4254ヤード、28TDパス、9INTの成績をあげて、2度目のプロボウルに選ばれた。チームは13勝3敗でAFC第2シードを獲得したが、ディビジョナルプレーオフでニューヨーク・ジェッツに14-17で敗れた。
2010年、NFLトップの4710ヤードを投げた。チームは3勝5敗のスロースタートとなり、9勝7敗でシーズンを終えた。プロボウルには4回目の選出で初めてプレーした。それまでの3回のプロボウルでは、負傷で2回欠場、前年のプロボウルは子どもの誕生により出場していなかった。
2011年もプロボウルに選出された。
2012年、第4週のカンザスシティ・チーフス戦で100戦連続先発出場を果たした。また、この試合で史上7番目の早さでパス25000ヤードを記録した。チームは7勝9敗で2003年以来の負け越しでシーズンを終えた。チームは3年連続でプレーオフ出場を逃し、ノーブ・ターナーヘッドコーチ、A・J・スミスゼネラルマネージャーは解任された。
過去2シーズンで35インターセプトを喫したリバースであったが、2013年、マイク・マッコイがヘッドコーチに就任し、新しいオフェンスシステムを導入、この年、リバースは、ダン・ファウツ以来チーム史上2人目となるパス30000ヤードを達成、最後の4試合を連勝し、AFC第6シードでプレーオフに進出した。この年パス成功率69.5%、4478ヤード、32タッチダウン、11インターセプトの成績をあげてカムバック賞に選ばれた。プレーオフではシンシナティ・ベンガルズを27-10で破ったが、デンバー・ブロンコスに17-24で敗れた。
2014年、第2週から第6週までの5試合全てでQBレイティング120以上の成績を残した。5試合連続120以上の成績を残したのは彼がNFL史上初の快挙であったが、12月には肋骨や背中の負傷もあり、月間のQBレイティングは、71.2にとどまり、これは2007年11月のQBレイティング68.8以来の低い数字であった。勝てばプレーオフ進出となる最終週の試合で7サックを浴びてチームは敗れた。6年連続パス4000ヤード以上となるパス4286ヤード、31タッチダウン、18インターセプトでチームのMVPに選ばれた。
2015年8月、4年8400万ドル（6500万ドルの補償つき）の契約延長を果たした。この年ダン・ファウツの作ったチーム記録にあと11ヤードに迫る4792ヤードを投げた。プロボウルに選出されたが、欠場した。
2016年、33タッチダウンパスを投げたが、リーグ最多の21インターセプト、パス成功率も60.4%に終わり、キャリアで2番目に悪いQBレイティング87,9でシーズンを終えた。チームは5勝11敗で2年連続地区最下位に終わった。
2017年、パス4515ヤード、28タッチダウン、10インターセプトの成績を残し、チームは9勝7敗で2014年以来となる勝ち越しでシーズンを終えた。
2018年、パス4308ヤード、32タッチダウン、12インターセプト、チームは12勝4敗で2013年以来となるプレーオフ出場を果たした。プレーオフではボルチモア・レイブンズに23-17で勝ったが、ニューイングランド・ペイトリオッツに28-41で敗れた。
2019年シーズン、チームは地区最下位に沈んだ。更にチャージャーズは2020年のドラフトでジャスティン・ハーバートを全体6位で指名したのに伴い、リバースとの再契約を見送る決断を下した。

### コルツ時代
2020年3月17日、1年2500万ドルでインディアナポリス・コルツと契約を結んだ。コルツのフランク・ライクヘッドコーチは、かつてチャージャーズでリバースを指導したことがある。このシーズンはチームをワイルドカードでプレーオフに導いた。プレーオフ初戦でバッファロー・ビルズ相手に、309ヤードを投げ2つのタッチダウンを取ったものの試合は敗れた。

### 引退後
コルツがプレーオフを敗退した後の2021年1月20日、現役引退し、同時にアラバマ州フェアホープのセントマイケル・カトリック高校のコーチに就任すると発表した。

## 詳細情報

### 年度別成績

#### レギュラーシーズン
| 年度      | チーム    | 背 番 号  | 試合 | 試合 | パス      | パス      | パス      | パス        | パス             | パス | パス | パス          | ラン      | ラン        | ラン             | ラン | 記録              |
| 年度      | チーム    | 背 番 号  | 出場 | 先発 | 成功 回数 | 試投 回数 | 成功 確率 | 獲得 ヤード | 平均 獲得 ヤード | TD   | Int  | レイテ ィング | 試行 回数 | 獲得 ヤード | 平均 獲得 ヤード | TD   | 先発出場 試合勝敗 |
| --------- | --------- | --------- | ---- | ---- | --------- | --------- | --------- | ----------- | ---------------- | ---- | ---- | ------------- | --------- | ----------- | ---------------- | ---- | ----------------- |
| 2004      | SD LAC    | 17        | 2    | 0    | 5         | 8         | 62.5      | 33          | 4.1              | 1    | 0    | 110.9         | 4         | -5          | -1.3             | 0    | 0-0               |
| 2005      | SD LAC    | 17        | 2    | 0    | 12        | 22        | 54.5      | 115         | 5.2              | 0    | 1    | 50.4          | 1         | -1          | -1.0             | 0    | 0-0               |
| 2006      | SD LAC    | 17        | 16   | 16   | 284       | 460       | 61.7      | 3,388       | 7.4              | 22   | 9    | 92.0          | 48        | 49          | 1.0              | 0    | 14-2              |
| 2007      | SD LAC    | 17        | 16   | 16   | 277       | 460       | 60.2      | 3,152       | 6.9              | 21   | 15   | 82.4          | 29        | 33          | 1.1              | 1    | 11-5              |
| 2008      | SD LAC    | 17        | 16   | 16   | 312       | 478       | 65.3      | 4,009       | 8.4              | 34   | 11   | 105.5         | 31        | 84          | 2.7              | 0    | 8-8               |
| 2009      | SD LAC    | 17        | 16   | 16   | 317       | 486       | 65.2      | 4,254       | 8.8              | 28   | 9    | 104.4         | 26        | 50          | 1.9              | 1    | 13-3              |
| 2010      | SD LAC    | 17        | 16   | 16   | 357       | 541       | 66.0      | 4,710       | 8.7              | 30   | 13   | 101.8         | 29        | 52          | 1.8              | 0    | 9-7               |
| 2011      | SD LAC    | 17        | 16   | 16   | 366       | 582       | 62.9      | 4,624       | 7.9              | 27   | 20   | 88.7          | 26        | 36          | 1.4              | 1    | 8-8               |
| 2012      | SD LAC    | 17        | 16   | 16   | 338       | 527       | 64.1      | 3,606       | 6.8              | 26   | 15   | 88.6          | 27        | 40          | 1.5              | 0    | 7-9               |
| 2013      | SD LAC    | 17        | 16   | 16   | 378       | 544       | 69.5      | 4,478       | 8.2              | 32   | 11   | 105.5         | 28        | 72          | 2.6              | 0    | 9-7               |
| 2014      | SD LAC    | 17        | 16   | 16   | 379       | 570       | 66.5      | 4,286       | 7.5              | 31   | 18   | 93.8          | 37        | 102         | 2.8              | 0    | 9-7               |
| 2015      | SD LAC    | 17        | 16   | 16   | 437       | 661       | 66.1      | 4,792       | 7.3              | 29   | 13   | 93.8          | 17        | 28          | 1.6              | 0    | 4-12              |
| 2016      | SD LAC    | 17        | 16   | 16   | 349       | 578       | 60.4      | 4,386       | 7.6              | 33   | 21   | 87.9          | 14        | 35          | 2.5              | 0    | 5-11              |
| 2017      | SD LAC    | 17        | 16   | 16   | 360       | 575       | 62.6      | 4,515       | 7.9              | 28   | 10   | 96.0          | 18        | -2          | -0.1             | 0    | 9-7               |
| 2018      | SD LAC    | 17        | 16   | 16   | 347       | 508       | 68.3      | 4,308       | 8.5              | 32   | 12   | 105.5         | 18        | 7           | 0.4              | 0    | 12-4              |
| 2019      | SD LAC    | 17        | 16   | 16   | 390       | 591       | 66.0      | 4,615       | 7.8              | 23   | 20   | 88.5          | 12        | 29          | 2.4              | 0    | 5-11              |
| 2020      | IND       | 17        | 16   | 16   | 369       | 543       | 68.0      | 4,169       | 7.7              | 24   | 11   | 97.0          | 18        | -8          | -0.4             | 0    | 11-5              |
| NFL：17年 | NFL：17年 | NFL：17年 | 244  | 240  | 5,277     | 8,134     | 64.9      | 63,440      | 7.8              | 421  | 209  | 95.2          | 383       | 601         | 1.6              | 3    | 134-106           |

- 2020年度シーズン終了時
- 太字は自身最高記録
- ■は各年度のリーグ最高記録

#### ポストシーズン
| 年度 | チーム | 試合 | 試合 | パス      | パス      | パス      | パス        | パス             | パス | パス | パス          | ラン      | ラン        | ラン             | ラン | 記録              |
| 年度 | チーム | 出場 | 先発 | 成功 回数 | 試投 回数 | 成功 確率 | 獲得 ヤード | 平均 獲得 ヤード | TD   | Int  | レイテ ィング | 試行 回数 | 獲得 ヤード | 平均 獲得 ヤード | TD   | 先発出場 試合勝敗 |
| ---- | ------ | ---- | ---- | --------- | --------- | --------- | ----------- | ---------------- | ---- | ---- | ------------- | --------- | ----------- | ---------------- | ---- | ----------------- |
| 2006 | SD LAC | 1    | 1    | 14        | 32        | 43.8      | 230         | 7.2              | 0    | 1    | 55.5          | 3         | 3           | 1.0              | 0    | 0-1               |
| 2007 | SD LAC | 3    | 3    | 52        | 86        | 60.5      | 767         | 8.9              | 4    | 4    | 85.8          | 4         | -2          | -0.5             | 0    | 2-1               |
| 2008 | SD LAC | 2    | 2    | 41        | 71        | 57.7      | 525         | 7.4              | 3    | 2    | 83.4          | 2         | 13          | 6.5              | 0    | 1-1               |
| 2009 | SD LAC | 1    | 1    | 27        | 40        | 67.5      | 298         | 7.5              | 1    | 2    | 76.9          | 3         | 4           | 1.3              | 1    | 0-1               |
| 2013 | SD LAC | 2    | 2    | 30        | 43        | 69.8      | 345         | 8.0              | 3    | 0    | 116.9         | 5         | 14          | 2.8              | 0    | 1-1               |
| 2018 | SD LAC | 2    | 2    | 47        | 83        | 56.6      | 491         | 5.9              | 3    | 1    | 80.9          | 3         | 15          | 5.0              | 0    | 1-1               |
| 2020 | IND    | 1    | 1    | 27        | 46        | 58.7      | 309         | 6.7              | 2    | 0    | 93.5          | 1         | -1          | -1.0             | 0    | 0-1               |
| 計   | 計     | 12   | 12   | 238       | 401       | 59.4      | 2,965       | 7.5              | 16   | 10   | 85.3          | 21        | 46          | 3.8              | 1    | 5-7               |

- 2020年度シーズン終了時